# Luis Alberto Lamata
Luis Alberto Lamata Bethencourt (Caracas, 14 de noviembre de 1959) es un director de cine, productor, escritor e historiador venezolano. Es hijo del director de telenovelas Juan Lamata Martín y sobrino de la actriz María Luisa Lamata Martín. Se casó con la actriz Lourdes del Valle Valera.

## Biografía
Estudió historia en la Universidad Central de Venezuela (UCV) y desde 1982 se dedicó al cine. En 1984 dirigió, por un lado, el cortometraje Félix o ¿sabe usted cuánto gana un cajero? y la telenovela Topacio, de gran éxito dentro y fuera de Venezuela. Así alternó su trabajo en el cine como asistente de dirección en Profesión vivir (1985) de Carlos Rebolledo y como asesor de Carlos Azpurúa en el documental Amazonas, el negocio de este mundo (1986), con nuevas telenovelas: Mansión de Lujo (1986), La intrusa (1987), Señora (1988), Pobre negro (1989) y Gardenia (1990).
En 1991 estrenó su primer largometraje, Jericó, ambientada en la cristianización de Venezuela en el XVI, que fue seleccionada para representar a Venezuela en los Premios Óscar a la mejor película de habla no inglesa y al mismo tiempo fue nominada a los Premios Goya a la mejor película extranjera de habla hispana y premiada en el Festival de Biarritz. Continuó haciendo telenovelas y no volvería a dirigir ningún largometraje hasta 1996 cuando dirigió el drama bélico Desnudo con naranjas, exhibida en el Festival de Cine de Sundance. El tercer largometraje no llegaría hasta 2007, cuando dirigió Miranda regresa, con el que obtuvo el Premio del Público en su país. Posteriormente ha dirigido El enemigo (2008), premio en el Festival de Trieste, Taita Boves (2010), premiada en el Festival de Cine de Mérida, Bolívar, el hombre de las dificultades (2013) y Parque Central (2018).

## Filmografía

### Cine
- Jericó (1991)
- Desnudo con naranjas (1996)
- Salserín (1997)
- Miranda regresa (2007)
- El enemigo (2008)
- Taita Boves (2010)
- Azú (2013)
- Bolívar, el hombre de las dificultades (2013);
- Parque Central (2018)

### Televisión
- Topacio (1984)
- Mansion de Luxe (1986)
- La intrusa (1987)
- Señora (1988)
- Pobre negro (1989)
- Gardenia (1990).
- Las dos Dianas (1992)
- El paseo de la gracia de Dios (1993)
- Enséñame a querer (1998)
- Calypso (1999)
- Soledad (2001-2002)
- La hija del jardinero (2003)
- Belinda (2004)
- La vida entera (2008)
- El árbol de Gabriel (2011)
- A puro corazón (2015)